# Chiesa di San Giuseppe (Martis)
La chiesa di San Giuseppe è un edificio religioso situato a Martis, centro abitato della Sardegna settentrionale. Consacrata al culto cattolico fa parte della parrocchia San Pantaleo, diocesi di Tempio-Ampurias.
Edificata nel secolo XVII, è stata la chiesa parrocchiale del paese sino a metà del secolo scorso quando venne demolita e ricostruita su progetto dell'architetto Vico Mossa.
Conserva un grande dipinto del pittore ogliastrino Andrea Lusso realizzato nel 1595, raffigurante trentasei figure a grandezza naturale. All'interno della chiesa sono inoltre presenti una statua del seicento, oltre al pulpito e al tabernacolo in legno dorato,  provenienti da chiese ormai scomparse.